# Park Ji-soo (cầu thủ bóng đá)
Đây là một tên người Triều Tiên, họ là Park.
Park Ji-soo (tiếng Hàn: 박지수; Hán-Việt: Phác Trí Tú; sinh ngày 13 tháng 6 năm 1994) là một cầu thủ bóng đá Hàn Quốc thi đấu ở vị trí trung vệ cho Quảng Châu Hằng Đại.

## Sự nghiệp
Anh ký một bản hợp đồng với Incheon United trước khi mùa giải 2013 khởi tranh.
Sau khi thi đấu ở K3 League trong 1 năm, Park gia nhập Gyeongnam FC vào tháng 1 năm 2015. Anh có bàn thắng ở màn ra mắt trong trận đấu tại giải vô địch trước Chungju ngày 5 tháng 7.
Ngày 20 tháng 2 năm 2019, Park chuyển đến thi đấu cho đội bóng Giải bóng đá Ngoại hạng Trung Quốc Quảng Châu Hằng Đại. Ngày 5 tháng 3 năm 2019, anh có trận đấu ra mắt cho câu lạc bộ trong chiến thắng 2-0 trên sân nhà trước đội bóng Nhật Bản Sanfrecce Hiroshima ở AFC Champions League 2019.